# Patriarches (Bible)
Pour les articles homonymes, voir Patriarche.
 (janvier 2016).

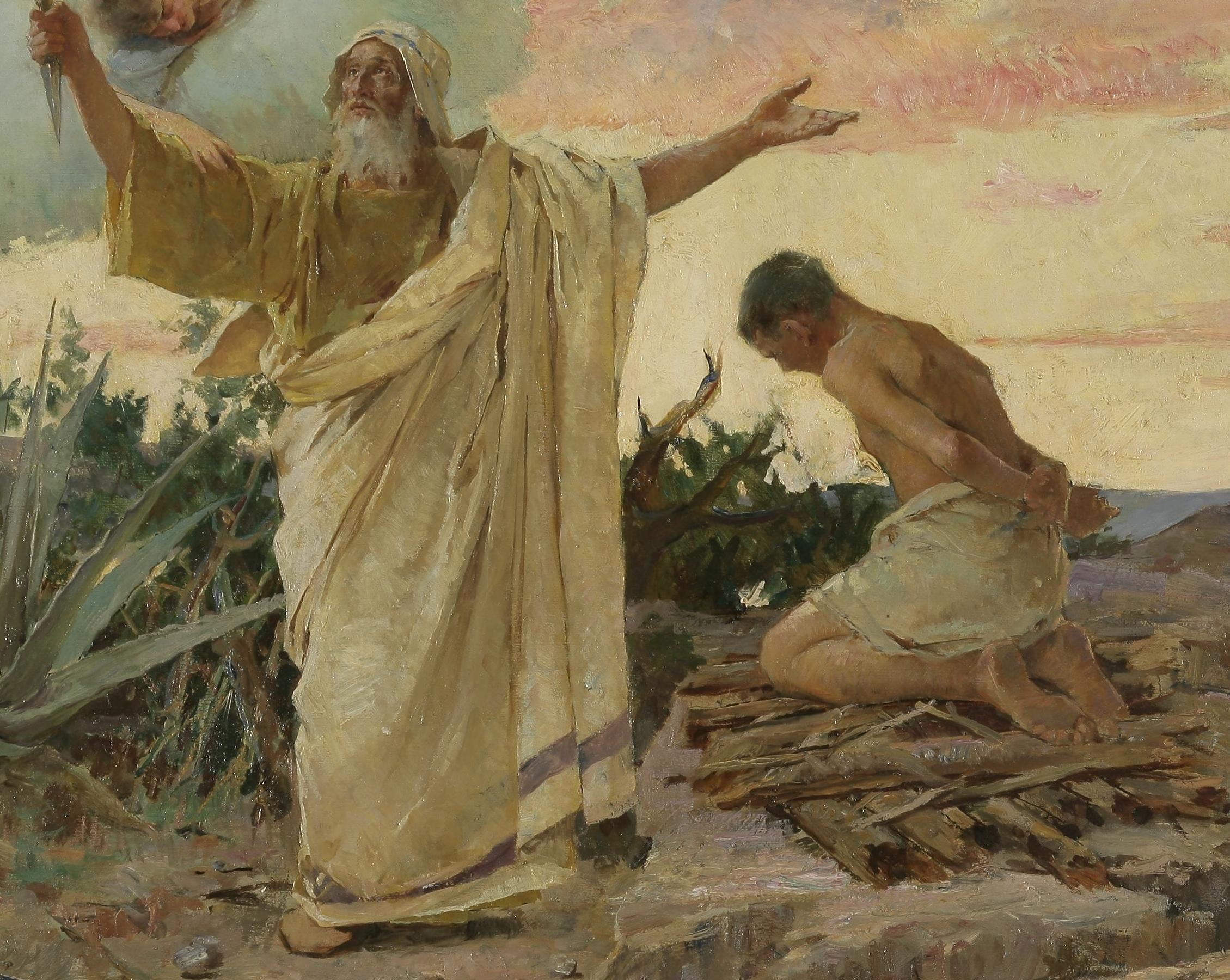
Abraham, l'un des trois patriarches, prêt au sacrifice de son fils, peinture de Celestin Medović.

Au sens strict, le terme patriarches désigne les trois pères fondateurs du peuple juif, qui sont présentés dans le Livre de la Genèse. Il s'agit d'Abraham, d'Isaac et de Jacob. Leur vie est marquée par des pérégrinations dans les régions du Néguev et de Sichem. Leur première fonction est de peupler la terre avec leurs descendances. Ils sont membres d'une famille avec laquelle Dieu a scellé l'alliance (Circoncision) en vue d'engendrer une grande nation, les Hébreux.
Au sens large, le terme « patriarche » désigne tous les personnages bibliques de la Genèse à partir d'Adam. On parle alors de « patriarches antédiluviens ». Le mot « patriarche » n'est pas utilisé dans la Bible. Il vient du latin patriarcha repris dans la chrétienté et est dérivé du grec patriarkhês (πατριάρχης chef de famille). Son utilisation a été tributaire des traductions de la Torah dans la Bible chrétienne.

## Les Chronologies

### Dans le judaïsme
Dans la Torah, les patriarches sont de la même souche, c'est-à-dire qu'ils descendent de Sem fils de Noé (et on peut remonter jusqu'à Adam). Leur rôle y est décrit comme étant lié par une alliance éternelle depuis Abraham, ils n'innovent pas en matière de religion et leurs conduites morales diffèrent de celles plus tardives issues de la loi mosaïque. Ils ne sont pas non plus rattachés à une terre et ils ne font pas de prédication prophétique.

### Dans la tradition chrétienne
Les patriarches font tous partie d'une même généalogie, qui part de Adam jusqu'à Jésus-Christ. Certains théologiens, pour simplifier un peu les choses, l'ont divisée en six périodes ou âges, présentés ci-après suivant les Tablettes chronologiques de l'histoire universelle sacrée et profane (1763) de Nicolas Lenglet Du Fresnoy.

#### Premier âge - Du commencement du monde au Déluge
« Dieu créa le ciel et la terre », puis la lumière, ainsi « il y eut un soir et un matin, le premier jour ». Ensuite il créa en 5 jours le ciel et la mer (2e), les terres et la végétation (3e), le soleil, la lune et les étoiles (4e), les animaux des eaux et les oiseaux (5e) et les animaux de la terre (6e). À la fin du 6e jour, il créa Adam et Ève. Adam et Ève sont chassés du Paradis à cause de leur désobéissance mais avec l’Espérance et la Promesse de l’avènement du Messie. Naissance de Caïn et d’Abel et puis de Seth. Caïn assassine son frère Abel le juste. Caïn devenu errant et fugitif sur la terre, construction des premières villes. Vocation de Noé. Destruction de toute créature terrestre par le Déluge, à l’exception de Noé et de sa femme, de ses trois fils et leurs femmes.
Adam engendra Seth à 130 ans, Adam vécut 930 ans.
Seth engendra Énosh à 105 ans, Seth vécut 912 ans.
Enosh engendra Caïnân à 90 ans, Enosh vécut 905 ans.
Caïnân engendra Mahalaéel à 70 ans, Caïnân  vécut 910 ans.
Mahalaéel engendra Yéred à 65 ans, Mahalaéel  vécut 895 ans.
Yéred engendra Hénoch à 162 ans, Yéred  vécut 962 ans.
Hénoch engendra Mathusalem à 65 ans, Hénoch  vécut 365 ans et puis Dieu le prit avec Lui.
Mathusalem engendra Lémek à 187 ans, Mathusalem vécut 969 ans.
Lémek engendra Noé à 182 ans, Lémek vécut 777 ans.
Noé engendra Sem, Cham et Japhet à 500 ans... Noé avait 600 ans quand il y eut le déluge.
Donc le déluge était 1656 ans après la Création.

#### Deuxième âge - Du déluge à la naissance d'Abraham
Alliance divine de Noé (fin de déluge universel). Divulgation des lois dites noachiques dont les interdits à l’idolâtrie et relation immorale (incestueuse et adultère), assassinat, blasphème contre Dieu, vol, se nourrir de sang, et d’établir des procès de justice[Quoi ?]. Partage de la terre entre les trois fils de Noé, Sem, Cham et Japhet. Discorde entre les générations et repartage de la terre après la mort de Noé. Vocation de Melchisédec. Tour de Babel et Babylone. Dispersion des peuples, premières guerres et captivités. Culte des idoles. Nimrod.

#### Troisième âge - De la naissance d'Abraham à la sortie d'Égypte
Abraham contre l’idolâtrie. Abraham quitte la Chaldée. Promesse divine (terre et paternité) et alliance d’Abraham (circoncision). Ismaël et Isaac. Ésaü et Jacob. Les douze fils de Jacob et tribus (Ruben, Siméon, Lévi, Judah, Issachar, Zébulon, Dan, Naphtali, Gad, Asher, Joseph, Benjamin). Joseph en Égypte. Famine sur la terre. Jacob et ses fils et leurs femmes en Égypte. Vocation de Moïse. Dieu retire son peuple de l’esclavage.

#### Quatrième âge - De la sortie d'Égypte à la fondation du Temple à Jérusalem
Moïse contre l’idolâtrie. Alliance divine de Moïse (arche et tente d’assignation). Divulgation des lois dites mosaïques déclarant Dieu unique et saint, le jour du repos et interdictions d’idolâtrie, blasphème du nom sacré, tuer, adultère, voler, faux témoignage, convoitise. 40 ans dans le désert avant la quête de la terre promise (accomplissement de la promesse d’Abraham). La tribu de Lévi entièrement assignée au service divin. Répartition de la terre entre les 11 tribus. Époque des premiers juges et prophètes en Israël, et premiers rois. David est sacré roi par ordre de Dieu et pose les fondations de la maison de l’Éternel à Jérusalem.

#### Cinquième âge - De la fondation du Temple à la captivité de Babylone
Sagesse de Salomon, roi et juge sur le peuple. Construction de la maison de l’Éternel. Le peuple se détourne de son Dieu. Succession des rois de Jérusalem et rois d’Israël. Conflit et guerres. Dieu se détourne de son peuple et de sa maison. Jérusalem livré aux pillards. Destruction de la maison de l’Éternel. Les enfants d’Israël exilés en captivité. Orgueil de Nabukadnetsar, roi de Babylone. 

#### Sixième âge - De la fin de la captivité de Babylone à la crucifixion de Jésus
Édit de Cyrus pour la reconstruction de la maison de Dieu. Retour de l’exil et captivité et reconstruction du temple de Jérusalem. Israël tribut de Rome. Vie et passion du seigneur Jésus-Christ. Les 12 Apôtres (72 Disciples).

## La Généalogie chrétienne sacrée
Au 4e chapitre du livre de la Genèse et au 1er chapitre du Combat d'Adam et Ève, de Seth lorsque Adam fut expulsé du jardin d'Éden, il pleura et se lamenta tant que Dieu en eut pitié et qu'il lui fit la promesse de le ramener en Éden après 5½ jours, d'après les jours célestes ; ce qui correspond à 5 500 ans. À ce moment-là, Dieu viendrait lui-même racheter sa vie par le sang d'un fils de la même lignée qu'Adam.
À la création d'Adam, Dieu lui conféra trois principaux caractères avec lesquels il agissait comme son intendant sur toute la création terrestre : la royauté, le sacerdoce et la prophétie, au moyen desquels il agirait comme intermédiaire entre le trône de Dieu et ses créatures. Lorsque Adam fut déchu de son statut, ces trois attributs se divisèrent parmi ses descendants et s'opposèrent l'un contre l'autre (particulièrement le prophète contre le roi, et prophète contre sacrificateur).
Cette généalogie pourrait être incomplète du fait de la captivité des Juifs en Égypte et à Babylone (Assyrie) ; l'histoire des enfants d'Israël est entrecoupée de guerres et de conflits survenus à cause de l'abandon de l'alliance de Dieu, alors qu'ils étaient adonnés à l'idolâtrie et s'étaient détournés des voies justes que Dieu, aidé des prophètes, avait instituées. Mais les chefs religieux de l'époque, les sacrificateurs et lévites, tuèrent les prophètes et substituèrent les décrets divins par des traditions humaines, ce qui attira la colère divine sur eux.  
La « sainte Généalogie » d'après le Livre de la Caverne des trésors ou Livre de l'ordre de succession des générations, un écrit syriaque daté du Ve ou VIe siècle attribué à Éphrem de Nisibe :
1. Adam engendra Seth[6] de sa femme Ève
2. Seth engendra Énos de sa femme Aklemia[7] qui était née avec Abel[réf. nécessaire]
3. Enos engendra Kenan de sa femme Hanna, fille de Jubal, fille de Hoh, fille de Seth
4. Kenan engendra Mahlalail de sa femme Peryath, fille de Kotun, fille de Yarbal
5. Mahlaleel engendra Jared de sa femme Sehatpar, fille de Enos
6. Jared engendra Henoc de sa femme Zebhidha, fille de Kuhlon, fille de Kenan
7. Henoc engendra Methuselah de sa femme Zadhkin, fille de Topih, fille de Mahlaleel
8. Methuselah engendra Lamech de sa femme Sakhuth, fille de Sokhin
9. Lamech engendra Noah de sa femme Kipar, fille de Tuthath, fille de Methuselah
10. Noah engendra Shem, Ham et Japhet, de sa femme Haykal, fille de Namus
11. Shem engendra Arphaxad
12. Arphaxad engendra Salah et Kainan qui engendra Melchisédec
13. Salah engendra Heber
14. Heber engendra Peleg
15. Peleg engendra Rehu
16. Rehu engendra Serug
17. Serug engendra Nahor de sa femme Kahal, fille de Peleg
18. Nahor engendra Terah de sa femme femme Yapush, fille de Rehu
19. Terah engendra Abraham de sa femme Yona, et Sarah de sa femme Salmuth
20. Abraham engendra Isaac de sa femme Sarah et Ismaël de Agar
21. Isaac engendra Jacob de sa femme Rebecca
22. Jacob engendra 12 fils ; de sa femme Léa, Ruben, Siméon, Lévi, Judah, Issachar, Zabulon & Dinah – de Zilpah, Gad & Asher – de sa femme Rachel, Joseph & Benjamin – de Bilha, Dan & Naphtali
23. Judah engendra Pharez de Tamar
24. Phares engendra Hesron
25. Hesron engendra Aram
26. Aram engendra Amminadab
27. Amminadab engendra Nashon
28. Nahasson engendra Salmon
29. Salmon engendra Boaz de sa femme Rahab
30. Boaz engendra Obed de sa femme Ruth, fille de Lot
31. Obed engendra Jesse
32. Jesse engendra David, roi d’Israël après Saul
33. David engendra Salomon de Bathsheba
34. Salomon engendra Rehoboam
35. Rehoboam engendra Abijah
36. Abijah engendra Asa
37. Asa engendra Jehoshaphat
38. Jehoshaphat (Josaphat) engendra Joram
39. Joram engendra Ahaziah
40. Ahaziah engendra Joash
41. Joash engendra Amaziah
42. Amaziah engendra Uzziah
43. Uzziah engendra Jotham
44. Jotham engendra Ahaz
45. Ahaz engendra Hezekiah
46. Hezekiah engendra Manasseh
47. Manasseh engendra Amon
48. Amon engendra Josiah
49. Josiah engendra Jehoiakim
50. Jehoiakim engendra Jehoiachin
51. Jehoiachin engendra Salathiel
52. Salathiel (en) engendra Nedabijah
53. Nedabijah engendra Zerubbabel
54. Zerubbabel engendra Abiud
55. Abiud engendra Eliakim
56. Eliakim engendra Azor
57. Azor engendra Zadok
58. Zadok engendra Achin
59. Achin engendra Eliud
60. Eliud engendra Eleazar
61. Eleazar engendra Matthan
62. Matthan engendra Jacob et Yonakhir de sa femme Sabhrath, fille de Phinehas
63. Jacob engendra Joseph de sa femme Hadhbhith, fille de Eleazar
64. Yonakhir engendra Marie de sa femme Dina (Hanna), fille de Pakodh
65. Joseph prit Marie en tutelle, de qui naquit Jésus
66. Jésus prit en tutelle 12 Apôtres d’entre les 72 Disciples ; Simon-Pierre, André le frère de Simon-Pierre, Jacques et Jean les fils de Zébédée, Mathieu-Lévi, Philippe, Barthélemy, Thomas, Jacques fils d'Alphée, Labbeus (Thaddée), Simon le Cananite, Judas Iscariote (remplacé par Matthias)[8].

### Les patriarches dans l'ordre des générations
Dans la Genèse, les tombeaux des patriarches sont indiqués comme se trouvant à Hébron.
Ce tableau reflète le texte massorétique. Les chiffres donnés par d'autres versions, comme la Septante ou le Pentateuque samaritain, sont très différents.
| Patriarche | Nb années à la mort | Mort apr. Anno Mundi | Réf. Genèse |
| ---------- | ------------------- | -------------------- | ----------- |
| Adam       | 930                 | 930                  | 5:5         |
| Seth       | 912                 | 1042                 | 5:8         |
| Énosh      | 905                 | 1140                 | 5:11        |
| Kénan      | 910                 | 1235                 | 5:14        |
| Mahalalel  | 895                 | 1290                 | 5:17        |
| Yared      | 962                 | 1422                 | 5:20        |
| Hénoch     | 365                 | -                    | 5:23        |
| Mathusalem | 969                 | 1656                 | 5:27        |
| Lamech     | 777                 | 1651                 | 5:31        |
| Noé        | 950                 | 2006                 | 9:29        |
| Sem        | 600                 | 2156                 | 11:11       |
| Arpakshad  | 438                 | 2096                 | 11:13       |
| Shélah     | 433                 | 2126                 | 11:15       |
| Eber       | 464                 | 2187                 | 11:17       |
| Péleg      | 239                 | 1996                 | 11:19       |
| Réou       | 239                 | 2026                 | 11:21       |
| Seroug     | 230                 | 2049                 | 11:23       |
| Nahor      | 148                 | 1997                 | 11:25       |
| Terah      | 205                 | 2083                 | 11:32       |
| Abraham    | 175                 | ?                    | 25:7        |
| Isaac      | 180                 | ?                    | 35:28       |
| Ismaël     | 137                 | ?                    | 25:17       |
| Jacob      | 147                 | ?                    | 47:28       |
| Joseph     | 110                 | ?                    | 50:26       |
| Moïse      | 120                 | ?                    | Dt 34,7     |
| Josué      | 110                 | ?                    | Jos 24,29   |
| David      | 70                  | ?                    | ?           |